# John Klingberg
John Klingberg (* 14. srpna 1992 Lerum) je švédský hokejový obránce momentálně hrající v severoamerické National Hockey League (NHL) za tým Edmonton Oilers. V roce 2010 ho draftoval klub Dallas Stars ze 131. pozice. Jeho starším bratrem je útočník Carl Klingberg.

## Hráčská kariéra
S ledním hokejem začal v rodném městě, kde byl členem týmu Lerums BK. V pozdějším věku se pak zapojil do programu mužstva Frölunda Indians, za který v juniorech prošel různými věkovými kategoriemi. Svou premiéru ve švédské nejvyšší soutěži si za tento tým odbyl 21. září 2010 proti mužstvu AIK Ishockey.
Dne 16. května 2011 podepsal tříletou nováčkovskou smlouvu s týmem Dallas Stars, který ho rok předtím draftoval. Poté šel na hostování do finské SM-liigy, kde na začátku sezóny 2011/12 nastupoval za Jokerit Helsinky, předtím než se v průběhu ročníku vrátil do Švédska, aby zde oblékal dres Skelleftey.
V sezóně 2013/14 se vrátil zpět do Frölundy, za kterou v základní částí nastřádal v 50 utkáních 28 bodů za 11 branek a 17 asistencí. Na konci této sezóny byl vedením Stars poslán do farmářského týmu Texas Stars hrajícího American Hockey League (AHL), kde nastoupil ke třem zápasům.
Ve svém prvním kompletním severoamerickém období v sezóně 2014/15 nejprve zůstal v Texasu, aby byl později povolán do prvního týmu, za který v NHL debutoval 11. listopadu 2014 při výhře 4:3 nad Arizonou Coyotes. Svou první branku v této soutěži vstřelil 20. listopadu 2014 proti totožnému mužstvu, když překonal kanadského gólmana Mikea Smitha. Svou první sezónu v NHL dokončil se ziskem 40 kanadských bodů, nejvíce mezi všemi nováčky obránci, což mu zajistilo místo v ideální sestavě ročníku nováčků NHL All-Rookie Team.

## Ocenění a úspěchy
- 2015 NHL – All-Rookie Tým
- 2015 NHL – Nováček ledna 2015
- 2018 NHL – All-Star Game
- 2018 NHL – Nejlepší nahrávač mezi obránci
- 2018 MS – Nejlepší obránce

## Prvenství
- Debut v NHL – 11. listopadu 2014 (Arizona Coyotes proti Dallas Stars)
- První asistence v NHL – 16. listopadu 2014 (Chicago Blackhawks proti Dallas Stars)
- První gól v NHL – 20. listopadu 2014 (Dallas Stars proti Arizona Coyotes, kanadskému brankáři Mike Smith)

## Klubová statistika
| Sezóna       | Klub                | Soutěž       |     | Základní část | Základní část | Základní část | Základní část | Základní část |   | Play off | Play off | Play off | Play off | Play off |
| Sezóna       | Klub                | Soutěž       | Z   | G             | A             | B             | TM            | Z             | G | A        | B        | TM       |          |          |
| 2009/10      | Frölunda HC         | J20          | 27  | 0             | 5             | 5             | 32            | 5             | 1 | 0        | 1        | 6        |          |          |
| 2010/11      | Frölunda HC         | J20          | 13  | 3             | 14            | 17            | 29            | 7             | 1 | 10       | 11       | 6        |          |          |
| 2010/11      | Borås HC            | HAll         | 7   | 1             | 0             | 1             | 2             | —             | — | —        | —        | —        |          |          |
| 2010/11      | Frölunda HC         | SEL          | 26  | 0             | 5             | 5             | 10            | —             | — | —        | —        | —        |          |          |
| 2011/12      | Kiekko-Vantaa       | Mestis       | 6   | 1             | 4             | 5             | 0             | —             | — | —        | —        | —        |          |          |
| 2011/12      | Jokerit             | SM-l         | 20  | 1             | 2             | 3             | 8             | —             | — | —        | —        | —        |          |          |
| 2011/12      | Skellefteå AIK      | SEL          | 16  | 1             | 3             | 4             | 6             | 16            | 0 | 4        | 4        | 14       |          |          |
| 2012/13      | Skellefteå AIK      | J20          | 1   | 0             | 0             | 0             | 0             | —             | — | —        | —        | —        |          |          |
| 2012/13      | Skellefteå AIK      | SEL          | 25  | 1             | 12            | 13            | 6             | 13            | 1 | 3        | 4        | 8        |          |          |
| 2012/13      | Texas Stars         | AHL          | —   | —             | —             | —             | —             | 1             | 0 | 0        | 0        | 0        |          |          |
| 2013/14      | Frölunda HC         | SEL          | 50  | 11            | 17            | 28            | 12            | 7             | 0 | 4        | 4        | 2        |          |          |
| 2013/14      | Texas Stars         | AHL          | 3   | 0             | 1             | 1             | 4             | —             | — | —        | —        | —        |          |          |
| 2014/15      | Texas Stars         | AHL          | 10  | 4             | 8             | 12            | 6             | —             | — | —        | —        | —        |          |          |
| 2014/15      | Dallas Stars        | NHL          | 65  | 11            | 29            | 40            | 32            | —             | — | —        | —        | —        |          |          |
| 2015/16      | Dallas Stars        | NHL          | 76  | 10            | 48            | 58            | 30            | 13            | 1 | 3        | 4        | 2        |          |          |
| 2016/17      | Dallas Stars        | NHL          | 80  | 13            | 36            | 49            | 34            | —             | — | —        | —        | —        |          |          |
| 2017/18      | Dallas Stars        | NHL          | 82  | 8             | 59            | 67            | 26            | —             | — | —        | —        | —        |          |          |
| 2018/19      | Dallas Stars        | NHL          | 64  | 10            | 35            | 45            | 12            | 13            | 2 | 7        | 9        | 6        |          |          |
| 2019/20      | Dallas Stars        | NHL          | 58  | 6             | 26            | 32            | 22            | 26            | 4 | 17       | 21       | 14       |          |          |
| 2020/21      | Dallas Stars        | NHL          | 53  | 7             | 29            | 36            | 23            | —             | — | —        | —        | —        |          |          |
| 2021/22      | Dallas Stars        | NHL          | 74  | 6             | 41            | 47            | 34            | 7             | 0 | 1        | 1        | 26       |          |          |
| 2022/23      | Anaheim Ducks       | NHL          | 50  | 8             | 16            | 24            | 30            | —             | — | —        | —        | —        |          |          |
| 2022/23      | Minnesota Wild      | NHL          | 17  | 2             | 7             | 9             | 4             | 4             | 1 | 3        | 4        | 0        |          |          |
| 2023/24      | Toronto Maple Leafs | NHL          | 14  | 0             | 5             | 5             | 8             | —             | — | —        | —        | —        |          |          |
| Celkem v NHL | Celkem v NHL        | Celkem v NHL | 633 | 81            | 331           | 412           | 255           | 63            | 8 | 31       | 39       | 48       |          |          |

## Reprezentace
| Rok                       | Tým                       | Soutěž                    | Z  | G | A  | B  | TM |
| ------------------------- | ------------------------- | ------------------------- | -- | - | -- | -- | -- |
| 2011                      | Švédsko 20                | MSJ                       | 6  | 1 | 1  | 2  | 0  |
| 2012                      | Švédsko 20                | MSJ                       | 6  | 0 | 3  | 3  | 4  |
| 2015                      | Švédsko                   | MS                        | 7  | 2 | 4  | 6  | 0  |
| 2017                      | Švédsko                   | MS                        | 10 | 2 | 4  | 6  | 2  |
| 2018                      | Švédsko                   | MS                        | 10 | 1 | 5  | 6  | 4  |
| 2019                      | Švédsko                   | MS                        | 5  | 2 | 2  | 4  | 2  |
| Juniorská kariéra celkově | Juniorská kariéra celkově | Juniorská kariéra celkově | 12 | 1 | 4  | 5  | 4  |
| Seniorská kariéra celkově | Seniorská kariéra celkově | Seniorská kariéra celkově | 32 | 7 | 15 | 22 | 8  |

#### Profily
- John Klingberg – statistiky na Hockeydb.com (anglicky)
- John Klingberg – statistiky na Elite Prospects (anglicky)
- John Klingberg – statistiky na NHL.com